# Jupiler
La Jupiler es una cerveza belga producida en la región de Valonia. Esta cerveza rubia de fermentación baja de tipo pils o pilsener está fabricada por Piedboeuf (hoy en día grupo AB InBev, antigua Interbrew de Jupille dentro de la provincia de Lieja).
La Jupiler es una cerveza relativamente joven: fue lanzada al mercado por Piedboeuf en 1966 y se ha convertido en la cerveza número uno dentro del mercado de pilsener en Bélgica.
Jupiler otorga su nombre a la primera división de fútbol belga, la Jupiler Pro League, y a la segunda división de fútbol holandesa, la Jupiler League.

## Características
- Ingredientes: malta, maíz, agua, levadura
- Grado de alcohol: 5,4% vol.
- Temperatura ideal: 3 °C
- El eslogan de Jupiler es "Los hombres saben por qué".